# 格奥尔格·菲施勒
格奥尔格·菲施勒（德語：Georg Fischler，1985年7月3日—），奥地利男子雪橇运动员。他曾代表奥地利参加2014年和2018年冬季奥林匹克运动会雪橇比赛，获得一枚银牌和一枚铜牌。